# John Surman
John Douglas Surman (Tavistock Devon, Inghilterra, 30 agosto 1944) è un musicista jazz, di sassofono, clarinetto basso e sintetizzatore britannico.
È anche compositore di free jazz e modal jazz e si serve spesso di temi di musica folk.
Ha composto musiche anche per danza e colonne sonore di film.

## Biografia
John Surman ha cominciato a farsi notare come sassofonista baritono nella band di Mike Westbrook nella metà degli anni sessanta. Di lì a breve cominciò a suonare anche il sassofono soprano e il clarinetto basso. Apparve per la prima volta in una registrazione assieme al Peter Lemer Quintet nel 1966. Dopo altri dischi registrati assieme ai musicisti jazz Mike Westbrook e Graham Collier e al musicista blues-rock Alexis Korner, incise il suo primo disco nel 1968.
Nel 1969 fondò lo stimato e influente gruppo The Trio assieme a due emigranti americani, il bassista Barre Phillips e il batterista Stu Martin. Verso la metà degli anni settanta formò uno dei primi gruppi esclusivamente composti di sassofoni, gli S.O.S., assieme al contralto Mike Osborne e al tenore Alan Skidmore. Durante questo periodo iniziale registrò, tra gli altri, anche assieme al sassofonista Ronnie Scott, al chitarrista John McLaughlin, il compositore Michael Gibbs, il trombonista Albert Mangelsdorffe il pianista Chris McGregor, fondatore dei Brotherhood of Breath.

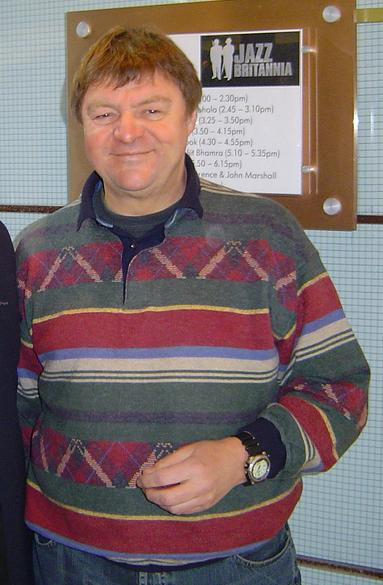
John Surman

Nel 1972 aveva già cominciato a sperimentare con i sintetizzatori. Quell'anno registrò Westering Home, il primo di una serie di progetti dove le parti venivano tutte suonate da lui. Registrò il suo ultimo album assieme a Mike Westbrook, 'Citadel/Room 315', nel 1975. Molti critici ritengono questo album la più alta espressione di Surman negli assoli di contralto e baritono tra i lavori realizzati assieme a Westbrook.
Molti dei contatti che vennero stabiliti negli anni '70 si sono perpetuate a quest'oggi.  Tra questi vi si trovano in un quartetto il pianista John Taylor, il bassista Chris Laurence, il batterista John Marshall; in un duetto e altri progetti la cantante norvegese Karin Krog; e un altro duetto e altri progetti assieme al batterista/pianista statunitense Jack DeJohnette.
Anche la collaborazione con l'etichetta ECM Records è stata continua e prolifica dalla fine degli anni '70 ad oggi: per questa casa ha suonato clarino basso, flauto dolce, sassofoni soprano e baritono, sintetizzatore, sia come solista che assieme ad una vasta selezione di altri musicisti.
Recentemente ha composto diverse suites che lo vedono impegnato in contesti particolarmente inusuali, come ad esempio un lavoro per organo e coro (Proverbs and Songs, 1996), assieme ad un quintetto d'archi classico (Coruscating) e con i London Brass e Jack DeJohnette (Free and Equal, 2001). Surman ha anche suonato in un trio particolarmente originale assieme al suonatore tunisino di oud Anouar Brahem e il bassista Dave Holland (Thimar, 1997); si è esibito nelle composizioni di John Dowland assieme al cantante John Potter dei Hilliard Ensemble; inoltre ha contribuito all'album di musica Drum 'n' Bass Disappeared di Spring Heel Jack.
Altri musicisti con cui ha lavorato includono il bassista Miroslav Vitous, il musicista Gil Evans, il pianista Paul Bley, i chitarristi Terje Rypdal e John Abercrombie, il trombettista Tomasz Stańko e il chitarrista Maurizio Brunod.

## Alcune incisioni
- John Surman (1968) - l'album di debutto, jazz acustico con ritmi caraibici - Deram Records
- John McLaughlin Extrapolation (1969) - Surman partecipa con assoli di sassofono baritono e soprano.
- Way Back When (1969) - una jam session di free-jazz con John Taylor al piano elettrico, il batterista John Marshall e il sassofonista Mike Osborne.
- Glancing Backwards - un'antologia dei suoi lavori per l'etichetta Dawn Records (1969-1976), con il gruppo The Trio e altri. L'antologia include gli album The Trio, Conflagration con The Trio come parte di un gruppo che include Dave Holland, il trombonista Nick Evans e il trombettista Kenny Wheeler e Live at Woodstock Town Hall, un duetto con il batterista Stu Martin.
- Tales of the Algonquin (1971) col sassofonista canadese John Warren e gli inglesi Alan Skidmore, Wheeler and Osborne.
- Upon Reflection (1979) - improvvisazioni da solista, (ECM Records).
- Amazing Adventures of Simon Simon (1981) duetto con Jack DeJohnette - ECM Records
- Withholding Pattern (1985) -  solo - ECM Records
- Private City (1987) - assoli sovrapposti, sassofono, flauto dolce, clarinetto basso e tastiere - ECM Records
- Road to Saint Ives (1990) - assoli sovrapposti di sax soprano e baritono e clarinetto basso
- A Biography of the Rev. Absalom Dawe (1995) - assoli sovrapposti di clarinetto, sassofono e tastiere.
- In Darkness Let Me Dwell (1999) - le canzoni di John Dowland, col cantante John Potter
- Coruscating  (1999) con i Trans4mation String Quartet e il bassista Chris Laurence - ECM Records
- Care-Charming Sleep (2003) - un altro album di brani Dowland.
- The Spaces in Between (2006) - il revival di Coruscating, una collaborazione jazz-classica con un quartetto d'archi e il bassista Laurence.
- Svartisen(2009) - Una collaborazione jazz con Maurizio Brunod alle chitarre, Paolo Vinaccia alle batterie, Bjorn Alterhaug al basso e Ivar Antonsen al piano.

## Premi e riconoscimenti
- 2022: Premio Internazionale Cicognini[1]